# Lagrange (Indiana)
Lagrange is een plaats (town) in de Amerikaanse staat Indiana, en valt bestuurlijk gezien onder LaGrange County.

## Demografie
Bij de volkstelling in 2000 werd het aantal inwoners vastgesteld op 2919.
In 2006 is het aantal inwoners door het United States Census Bureau geschat op 2979, een stijging van 60 (2,1%).

## Geografie
Volgens het United States Census Bureau beslaat de plaats een oppervlakte van
4,4 km², geheel bestaande uit land. Lagrange ligt op ongeveer 261 m boven zeeniveau.

## Plaatsen in de nabije omgeving
De onderstaande figuur toont nabijgelegen plaatsen in een straal van 20 km rond Lagrange.